# Tierlautbezeichnungen
Tierlautbezeichnungen sind Wörter der menschlichen Sprache für Rufe und andere Lautäußerungen von Tieren. Sie kommen in allen Sprachen vor und sind oft lautmalerisch an den Klang der betreffenden Tierlaute angelehnt (Onomatopoesie).

## Liste von Tierlauten und deren deutsche Bezeichnungen
Angegeben sind hier bei den Lautmalereien landläufige Assoziationen, wie sie schon Kindern bekannt sind – dass diese durchweg sehr vereinfachend sind, wird in den Anmerkungen erläutert.

Abkürzungen:
♂ … Männchen; ♀ … Weibchen; ○ … Jungtier
Jg. … Jägersprache
| Tier                         | Audio | verbale Beschreibung | wird lautmalend wiedergegeben als     | Kommentare |
| ---------------------------- | ----- | --- | ------------------------------------- | --- |
| Auerhuhn                     |       | knappen, trillern, schlagen, wetzen/schleifen (Jg. Balzgesänge des ♂) klatschen (Auffluggeräusch) |                                       | die Strophen (Gstanzl, Gsetzl) der Balzarie, siehe Auerhahnbalz |
| Biene                        |       | summen | summ summ!                            | Fluggeräusch und Teil der Bienensprache (komplexe Bewegungs- und Vibrationsmuster, „Tanz“). |
| Birkhuhn                     |       | knappen, schnalzen, schleifen, blasen, rauschen, fauchen, kullern, kollern (Jg. Balzgesang des ♂ Spielhahns) |                                       | siehe Spielhahnbalz |
| Eichelhäher                  |       | rätschen (Alarmruf und typischer Laut der Art) |                                       | |
| Elefant                      |       | trompeten und kollern („rumble“) | trööt! / töröö!                       | Das lautmalerische „töröö!“ für das (relativ seltene, aber auffallende) Trompeten geht auf die Hörspielserie Benjamin Blümchen zurück. Es ist aber keineswegs die einzige hörbare Lautäußerung: „Bekannte Artgenossen begrüßen sich mit leisem Grollen oder Schnurren, das an einen laufenden Dieselmotor erinnert. Kälber brüllen laut nach ihren Müttern, wenn sie sich verloren fühlen. Ängstliche, angreifende und angegriffene Elefanten trompeten.“ |
| Ente                         |       | schnattern oder quaken | quak! oder nag nag!                   | Die Variante nag nag wird von Menschen bevorzugt, die in der DDR geboren wurden (vgl. Schnatterinchen) |
| Esel                         |       | schreien, iahen | i-ah!                                 | |
| Eule                         |       | schreien |                                       | Eulen zeigen deutlich verschiedene Rufe, bekannt ist das (namengebende) u-uuuuh! oder schuhu! des Uhu oder das huh-huhuhu-huuuh! bzw. kiwitt! der Waldkauz-Männchen bzw. Weibchen, die ihm den Ruf des Totenvogels („komm-mit“) eingebracht haben. |
| Fisch                        |       | blubbern | blubb!                                | beruht auf einem urbanen Mythos, der sich wohl an dem Geräusch von Tauchern orientiert, das Absondern von Luftblasen ist nur von wenigen Fischen bekannt, die meisten Fische sind sprichwörtlich „stumm“, bekannt ist aber auch der Knurrhahn, der ein knurrend-grunzendes Geräusch von sich gibt, desgleichen der karibische Grunzer-Korallenfisch |
| Frosch                       |       | quaken | quak!                                 | |
| Fuchs                        |       | keckern |                                       | |
| Gämse                        |       | pfeifen (Jg. Warnruf), blädern (Brunftruf des ♂) |                                       | |
| Gans                         |       | schnattern | schnatter!                            | |
| Grille, diverse Heuschrecken |       | zirpen | zirp!                                 | |
| Hase                         |       | mucken, quäken (Wehlaut) (Hs) | muck, muck!                           | |
| Hirsch                       |       | röhren (Hr), orgeln (Jg. Brunftschreie des ♂), melden (Lockruf das ♂ an das ♀ in der Brunft), trensen (Revierdrohung des ♂ nach ♂ Nebenbuhler in der Brunft), mahnen (Jg. Lockäußerung des ♀ in der Brunft); wetzen oder schleifen (Jg. das Aufeinanderschlagen des Gewaffs (Geweihs), das die Revierkämpfe begleitet); schrecken (allg. Warnruf bei Störung); knören (leise Äußerung des ♂) |                                       | |
| Huhn                         |       | gackern, gogatzen (oberd.); krähen (Revierruf des ♂ Hahns) | gack, gack!, gock, gock!; kikeriki!   | vergl. „Gockel“; die gackernden Lautäußerungen sind relativ vielfältig, und umfassen Warn- und Lockrufe, vergl. ebenso lautmalend Glucke (♀ mit ○) |
| Hund                         |       | bellen, kläffen (allgemeine Ansprache), knurren (Drohung), winseln (Mitleidsäußerung), jaulen (Wehlaut), heulen (Revierschrei) (Hd) | wau, wau!, wuff, wuff! für das Bellen | Geläut Jg. Bellen mehrere Hunde zusammen |
| Kaninchen                    |       | quietschen |                                       | |
| Katze                        |       | miauen, fauchen (Drohung), knurren (Drohung), schnurren (Wohllaut), gurren (Begrüßungslaut) | miau pffch! grrrrr! rrrrr gurrr?      | |
| Krähe, Rabe                  |       | krächzen | krah!                                 | simplifizierend, die Sprache der Krähenvogel ist komplex und kennt etliche Dutzend verschiedene Laute; die Krähe heißt wohl nach ihrer Lautäußerung |
| Kuckuck                      |       | rufen | kuckuck!                              | Dies ist ein Beispiel, wie ein Laut zu einem Bezeichner wird. |
| Löwe                         |       | brüllen | roaar!                                | ein Anglizismus der Comicsprache |
| Marder (diverse)             |       | keckern |                                       | |
| Maus                         |       | fiepen, piepsen | fiep!, pieps!                         | |
| Meerschweinchen              |       | quieken oder oinken | quiek!, oink!                         | |
| Mücke und andere Insekten    |       | summen | bsss!                                 | ein Anglizismus der Comicsprache, korrekt: bzzz mit stimmhaften «s» [⁠z⁠], stimmloses deutsches «s» für Schlangen |
| Mufflon                      |       | pfeifen (Jg. Warnruf) |                                       | |
| Murmeltier                   |       | pfeifen (Warnruf des Wächters) |                                       | |
| Nachtigall                   |       | schlagen, singen |                                       | |
| Pferd                        |       | wiehern, schnauben | wieher!                               | |
| Rind, z. B. Kuh              |       | muhen, auch börken oder blöken | muh!                                  | |
| Schaf                        |       | blöken, mähen, bähen (Jg. Lockruf des Mutterschafs) | mäh!, bäh!, möh!                      | |
| Schnepfe                     |       | quoren (Jg. Balzruf des ♂) |                                       | |
| Schwein                      |       | grunzen quieken (○ Ferkel) | grunz!, oink! quiek!, öff!            | |
| Seehund                      |       | grunzen, heulen |                                       | Es heult nur der Heuler, das Jungtier. Ältere Robben grunzen im Allgemeinen. |
| Storch                       |       | klappern |                                       | sprichwörtlich: der Klapperstorch |
| Taube                        |       | gurren klatschen (Auffluggeräusch) | Ruckediku-Ruckediku                   | die Wendung ist sprichwörtlich geworden; aus dem Grimm-Märchen Aschenputtel |
| Vögel                        |       | singen, piepen, piepsen, zwitschern, tirilieren; daneben flattern für Fluggeräusche (Jg. aufstieben, abstreichen u. ä.) |                                       | Die Verbalisierung der Vogelgesänge sind äußert vielfältig, sie reichen von piep! oder tschilp! (Sperling) bis zu komplizierten Lautfolgen, wie sie in vielen Vogelbestimmungsbüchern ausführlich angegeben sind – für etliche Vogelstimmen gibt es spezielle Worte, die hier auch eigens angeführt sind. |
| Wachtelkönig                 |       | schnarren (Jg. Balzruf des ♂) |                                       | |
| Wal                          |       | singen, rufen |                                       | Die verschiedenen Wale haben sehr hochentwickelte Sprachen, bei denen sogar Dialektbildung belegt ist. |
| Wiedehopf                    |       | wülen, ülen | wü!, ü!                               | |
| Wolf                         |       | heulen | auuu!                                 | ein meist gemeinschaftlicher Revier-, Kommunikations- und Sympathiegesang – daneben ist die lautliche Kommunikation der Wölfe so vielfältig wie die des Haushundes, wenn auch meist deutlich dezenter |
| Ziege                        |       | meckern oder mähen | meck meck! mäh!                       | |
|                              |       | klagen |                                       | allgemein Jg. der Angst- oder Schmerzlaut eines Tieres |
|                              |       | kirren |                                       | allgemein Jg. der leise Locklaut eines Tieres |
|                              |       | brechen |                                       | allgemein Jg. die Geräusche ziehenden Wildes |

Anmerkungen:
(Hd) Zahlreiche Bezeichnungen gibt es für spezielle Äußerungen dressierter Hunde, wie Melden, Anzeigen (Jg. Melden von Schweiß (Blut)), Standlaut (Jg. Melden von Wild)
(Hr) Röhren ist eine im Alpenmythos verklärte Lautäußerung, die sogar in Wettbewerben reproduziert wird
(Hs) Wird jagdlich mit der Quäke imitiert, die Feldhasen zur Duckstellung bringt

## Medien
- ARTE Karambolage, diverse Folgen – zum Vergleich der Lautmalereien deutscher und französischer Kinder (Weblink Sendungsarchiv)